# 埃斯波埃
埃斯波埃（法語：Espoey，法語發音：[ɛspwɛj]）是法国大西洋比利牛斯省的一个市镇，属于波城区。

## 地理
埃斯波埃（43°14'34"N, 0°9'57"W）面积13.43 平方千米，位于法国新阿基坦大区大西洋比利牛斯省，该省份为法国东南部省份，涵盖了贝阿恩与北巴斯克，西临大西洋比斯開灣，北至朗德省，东北接热尔省，东临上比利牛斯省，南与西班牙接壤。
与埃斯波埃接壤的市镇（或旧市镇、城区）包括：吕凯、戈梅尔、利芒杜斯、利夫龙、卢朗蒂斯、吕加里耶、苏穆卢。
埃斯波埃的时区为UTC+01:00、UTC+02:00（夏令时）。

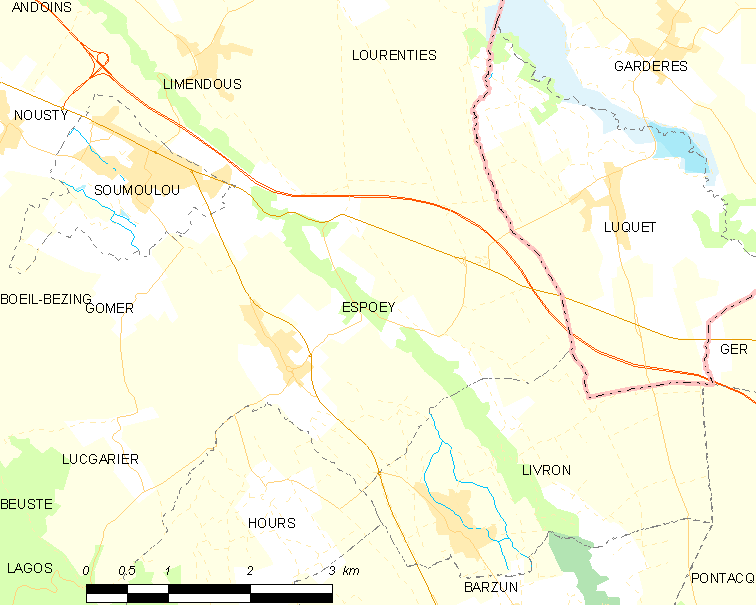
埃斯波埃的OSM定位图

## 行政
埃斯波埃的邮政编码为64420，INSEE市镇编码为64216。

## 政治
埃斯波埃所属的省级选区为乌斯河与拉关河河谷县。

## 人口

1962-2008年间埃斯波埃人口变化图示

埃斯波埃于2022年1月1日时的人口数量为1206人。